# Long Island Iced Tea
Il Long Island Iced Tea è un cocktail statunitense a base di vodka, gin, rum bianco, tequila e triple sec presente nella lista IBA.

## Origine
Una leggenda abbastanza diffusa, simpatica quanto inverosimile, lo vorrebbe inventato negli anni '30, durante il periodo del proibizionismo, e realizzato con più basi alcoliche possibili con l'aggiunta di coca-cola per farlo sembrare un innocentissimo tè freddo. In realtà è facile immaginare come ai tempi del proibizionismo fosse difficile procurarsi anche un solo liquore alcolico.
La bevanda deve il suo nome non alla presenza effettiva di tè freddo ma all'aspetto finale della preparazione e all'odore, che assomigliano a quelli del tè al limone.

## Preparazione IBA

### Ingredienti
La ricetta del cocktail ufficiale IBA prevede:
- 1,5 cl vodka
- 1,5 cl rum bianco
- 1,5 cl cointreau
- 1,5 cl gin
- 1,5 cl tequila
- 3 cl succo di limone
- 2 cl sciroppo di zucchero
- Cola (circa 30 ml)
- Fetta di limone (opzionale)

### Preparazione
Il drink si prepara versando tutti gli ingredienti (ad eccezione della coca cola) in un bicchiere highball riempito di ghiaccio. Dopo aver mescolato con uno stirrer, si aggiunge la coca cola e si può decorare il bicchiere con una fetta di limone.

## Varianti
Il Long Island Iced Tea è la base per moltissimi cocktail, i quali per la fama e la grande varietà hanno dato origine ad una famiglia di hard drink, per l'appunto gli Iced Tea:
- Quattro bianchi o Invisibile: non si aggiunge il top di cola
- Long Beach Iced Tea: sostituendo la cola con succo di cranberry
- Beverly Hills Iced Tea: sostituendo la cola con lo spumante
- Miami Iced Tea: sostituendo la cola con la limonata e il triple sec con il blue Curaçao
- California Iced Tea: sostituendo la cola con succo d'arancia
- Michigan Iced Tea: sostituendo la cola con ginger ale
- Tennessee Iced Tea: aggiungendo il whisky
- Texas Iced Tea: aggiungendo tequila e sostituendo la cola con acqua tonica
- Georgia Iced Tea o Peach Iced Tea: sostituendo il triple sec con il Peach tree
- Japanese Iced Tea: sostituendo la cola con la limonata e il triple sec con il Midori
- Italian Iced Tea: sostituendo il triple sec con l'amaretto
- Chinese Iced Tea: sostituendo la cola con la limonata o cranberry, e il triple sec con il liquore al lychees
- Austrian Iced Tea: sostituendo la cola con energy drink
- Satisfaction Iced Tea: sostituendo il triple sec con il liquore di mela verde, la cola con la ginger beer ed aggiungendo marmellata di mela
- London Iced Tea: sostituendo la cola con birra bionda
- Camparissimo Pale Iced Tea: sostituendo il Triple sec e il Rum con Campari e Vermut, la Coca-Cola con la 7 Up.
- Long Faro: sostituendo la cola con Genepì
- Valpiana Iced Tea: non si aggiungono gli analcolici